# 上田農夫
上田 農夫（うえだ のうふ、1848年6月30日（嘉永元年5月30日）- 1895年（明治28年）8月29日）は、明治時代の政治家。衆議院議員（1期）。幼名は馬太郎。

## 経歴
陸奥国岩手郡、のちの岩手県南岩手郡東中野村（現盛岡市）で盛岡藩士・上田長次の二男として生まれる。藩校作人館を経て1872年（明治5年）東京で遊学し、帰郷後の1876年（明治9年）岩手県に奉職する。聴訟課権少属、警部を経て、久慈警察署長、一関警察署長を歴任。1877年（明治10年）の西南戦争では官軍の新撰旅団小警部心得として出征する。自由民権運動に加わり、政治結社・求我社に加わった。1879年（明治12年）には岩手県会議員に当選し、議長を歴任した。その後は勧業諮問委員を務めたほか、北水社を設立し育英事業に尽力した。また、産馬事業に貢献した。
1892年（明治25年）2月の第2回衆議院議員総選挙では岩手県第1区から出馬し当選したが、当選訴訟で当選無効の判決を受けて同年10月4日に失職し、衆議院議員を1期務めた。

## 伝記
- 上田十郎『上田農夫』1929年。※岩手県立図書館所蔵